# A Fővárosi Állat- és Növénykert Norvég Háza
A Norvég Ház a budapesti Fővárosi Állat- és Növénykert egyik épülete.

## Története
Az eredeti Norvég Ház 1912-ben épült Kós Károly és Zrumeczky Dezső tervei alapján a Kisszikla déli oldalába. Stílusa nevének megfelelően skandináv: a vaskos rönkökből álló épület mintája egy norvég prémvadász háza volt.
Az épület hangulatos eleme a hideg égövi állatok – jelenleg a közelében elhelyezett borjú- és oroszlánfókák, jegesmedvék, hóbaglyok és pingvinek – bemutatójának.
Szerepe az idők folyamán sokat változott: volt vadászati múzeum, fényképészet, tejcsarnok, illetve a december 6-i Mikulás-ünnepségeken az állatkerti Mikulásnak adott otthont. Erkélyéről remek kilátás nyílik a borjúfókák és a pingvinek közös medencéjére.
A Norvég Házat 1997-ben nyilvánították műemlékké, felújítására 1998-ban került sor. Ennek során azonban úgy találták, hogy faanyaga tönkrement, ezért tulajdonképpen teljesen újjá kellett építeni.